# Gare d'Erevan
La gare d'Erevan (en arménien : Երեվան) est la principale gare ferroviaire de l'Arménie située à Erévan.
Elle est desservie par la station Sassountsi David du Métro d'Erevan.

## Service des voyageurs

### Desserte
| N°      | Départ | Arrivée  |
| ------- | ------ | -------- |
| 201/202 | Erevan | Batoumi  |
| 371/372 | Erevan | Tbilissi |

### Nationaux
| Départ | Arrivée |
| ------ | ------- |
| Erevan | Gyumri  |
| Erevan | Araxe   |
| Erevan | Armavir |
| Erevan | Ararat  |
| Erevan | Eraskh  |